# 273 a.C.
Il 273 a.C. (CCLXXIII a.C. in numeri romani) è un anno  del III secolo a.C.

## Eventi
- I Romani e i loro alleati conquistano la città etrusca di Cerveteri